# Traveling Wilburys
Traveling Wilburys a fost un supergrup⁠(d) anglo-american de muzică rock, format din Bob Dylan, George Harrison, Jeff Lynne, Roy Orbison și Tom Petty. A fost descris ca fiind „probabil cel mai mare supergrup din toate timpurile”. Grupul a fost fondat la inițiativa lui Harrison și Lynne, în 1988.
Primul album, Traveling Wilburys Vol. 1, a fost un succes critic și comercial, care a revitalizat carierele lui Dylan și Petty. Deși grupul s-a destrămat în 1991, membri acestuia au continuat să colaboreze în diverse proiecte. 